# Cyrtandra oxybapha
Cyrtandra oxybapha là một loài thực vật có hoa trong họ Tai voi. Loài này được W.L.Wagner & D.R.Herbst mô tả khoa học đầu tiên năm 1989.